# Кръстина
Кръстѝна е село в Югоизточна България, община Камено, област Бургас.

## География
Село Кръстина се намира на около 22 km запад-северозападно от центъра на областния град Бургас, около 5 km западно от общинския център град Камено и около 14 km южно от град Айтос. Разположено е в Бургаската низина, недалече от десния (западния) бряг на река Сънъ̀рдере, която се влива като ляв приток в Чукарска река (Чакърлийска река, Чакърлийка) на около километър преди вливането на Чукарска река в Бургаското езеро. Надморската височина в центъра на селото е около 70 m, на север нараства до около 80 m, а на югоизток намалява до около 60 m. Климатът е преходноконтинентален, почвите в землището са преобладаващо излужени смолници.
На около 500 m северно от Кръстина минава автомагистрала „Тракия“, с която селото няма непосредствена пътна връзка. През селото минава третокласният републикански път III-5392, водещ на северозапад отвъд магистралата до село Винарско и връзка с третокласния републикански път III-539, а на югоизток – до град Камено.
Землището на село Кръстина граничи със землищата на: село Винарско на северозапад и север; град Българово на североизток; град Камено на изток; село Равнец на юг; село Трояново на югозапад.
В землището на село Кръстина има (към 2022 г.) 3 язовира.

## История
В околностите на селото има голям могилен некропол (25 могили).
Селото възниква през османското владичество. Вероятно според предание, то е образувано от съществувала махала със заселници от други места и първоначално е наименувано Христина от местния чорбаджия – грък Зорополис, осигурявал работа на местното население, на името на загиналата му при наводнение през 1862 г. дъщеря. След Освобождението името на селото е променено на Кръстина.
След Руско-турската война 1877 – 1878 г., по Берлинския договор 1878 г. селото остава в Източна Румелия; присъединено е към България след Съединението през 1885 г.
Първото училище в село Кръстина е от 1881 г. През 1928 г. е основано читалище „Христо Ботев“.
Църквата „Св. св. Кирил и Методий“ е изградена през 1924 г.
През 1959 г. е оповестено археологическо откритие на съкровище от 47 сребърни монети, направено в землището на селото.

## Население
Населението на село Кръстина наброява 714 души при преброяването към 1934 г., 914 души към 1975 г. и 503 души (по текущата демографска статистика за населението) към 2020 г.

### Етнически състав
Преброяване на населението през 2011 г.
Численост и дял на етническите групи според преброяването на населението през 2011 г.:
|                     | Численост |
| Общо                | 400       |
| Българи             | 160       |
| Турци               | -         |
| Цигани              | 111       |
| Други               | -         |
| Не се самоопределят | 12        |
| Неотговорили        | 112       |

## Обществени институции
Село Кръстина към 2022 г. е център на кметство Кръстина.
В село Кръстина към 2022 г. има:
- действащо общинско начално училище „Братя Миладинови“;[10]
- целодневна детска градина;[11]
- православна църква „Св. Св. Кирил и Методий“ – 1927 г.;[12]
- пощенска станция.[13]

## Редовни събития
Ежегодно в селото се провежда традиционен събор на 24 май.